# Kołduny

Gotowane kołduny z sosami

Kołduny (kałduny) – małe lub średniej wielkości pierogi, tradycyjna potrawa kuchni litewskiej oraz białoruskiej, a także polskiej. Najbardziej klasycznym nadzieniem kołdunów jest siekana surowa wołowina, łój wołowy, duszona cebula i przyprawy. Ciasto na kołduny wyrabiane jest z mąki, wody, jajek i niewielkiej ilości masła. Po ulepieniu kołduny są gotowane w wodzie albo rosole bądź pieczone. 
Kołduny mogą być też nadziewane farszem z innych mięs surowych lub gotowanych (cielęciny, baraniny), grzybów świeżych i suszonych albo śledzi. 
Kołduny można podawać w rosole albo barszczu lub jako samodzielne danie. 
Odmianą kołdunów są mniejsze od nich kołdunki.

## Kołduny ziemniaczane
Zasugerowano, aby wydzielić z tego artykułu fragmenty do artykułu Kołduny ziemniaczane.  (dyskusja)
Kołduny to także nazwa lekko owalnych klusek z ciasta ziemniaczanego wypełnionych farszem z białego sera, ziemniaków i cebuli, wpisanych na listę produktów tradycyjnych województwa podkarpackiego. Zobacz też: kartacze.